# Henrik Lund (författare)
Henning Jakob Henrik Lund eller Intel'eraq, född 29 september 1875, död 17 juni 1948, var en grönländsk författare. Han skrev bland annat texten till Grönlands nationalsång Nunarput utoqqarsuanngoravit.